# Parasztdubova
Parasztdubova (szlovákul Sedliacka Dubová) község Szlovákiában, a Zsolnai kerület Alsókubini járásában.

## Fekvése
Alsókubintól 15 km-re északkeletre, az Árva-folyó jobb partján.

## Története
Területe már a korai hallstatti korban lakott volt. Az északkeletre emelkedő Hrádok nevű magaslaton – ott ahol ma egy régi templom romjai is láthatók – az i. e. 3. században erődített település állt.
Parasztdubova az Árvai régió egyik legrégibb települése. A község a 14. században keletkezhetett, az árvai kincstári uradalomhoz tartozott. Első okleveles említése 1397-ben történik „Dubowa” néven, ekkor már temploma és plébániája is volt. Lakói földműveléssel, halászattal, vadászattal foglalkoztak. 1593-ban „Dwbowa Colonorum” alakban említik. A protestantizmus Árvában 1610 után terjedt el nagyobb mértékben, ennek fő támogatói a Thurzók voltak. 1642-ben a településen újonnan épített templom állt, tornya kőből, maga a templom fából épült. Később az ellenreformáció hatására a templomot vissza kellett adni a katolikusoknak.

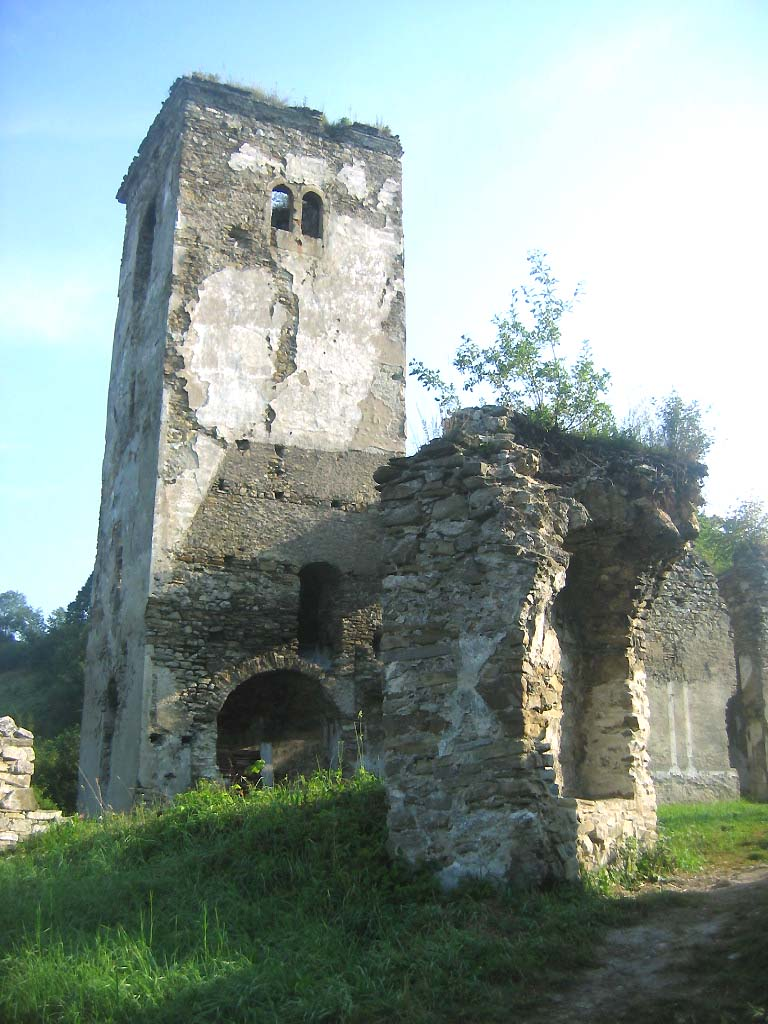
A Szent Kozma és Damján templom romjai

A település 1683-ban a kuruc harcokban elpusztult. 1715-ben a dubovai plébánia területén 830 katolikus és 456 evangélikus élt. A fatemplom helyén 1736-ban új kőtemplomot építettek. Első ismert bíráját az 1772-es urbárium említi, ekkor 62 háza és 332 lakosa volt a falunak.
A 18. század végén Vályi András így ír róla: „DUBOVA. Szedlaka Dubova. Tót falu Árva Vármegyében, földes ura a’ Királyi Kamara, lakosai katolikusok, fekszik Dubova folyó vize mellett, Liptó Vármegyének szomszédságában, Alsó Kubintól egy mértföldnyire, Árva vize mellett, határja meglehetős, legelője hasznos, sajtya híres, második Osztálybéli.”
1808-ban árvíz semmisítette meg, majd 1813-ban újabb árvíz sújtotta. 1828-ban 69 háza és 472 lakosa volt. 1831-ben kolerajárvány dúlt a községben, mely 5 hónap alatt 166 áldozatot követelt.
Fényes Elek 1851-ben kiadott geográfiai szótárában így ír a faluról: „Dubova Colonorum, tót falu, Árva v. az Árva jobb partján: 461 k., 3 evang., 8 zsidó lak. Kath. paroch. templom, 37 1/2 Sessio. F. u. az árvai uradalom.”
A 19. század végétől sok lakosa kivándorolt a tengerentúlra. A 20. század elején nevét „Pórcseres”-re változtatták, de ez nem bizonyult maradandónak. A trianoni diktátumig Árva vármegye Vári járásához tartozott.
1925-ben megalakult a tűzoltóegylet, 1936-ban új iskola épült. 1944-ben 28 lakosa vett részt a szlovák nemzeti felkelésben. A harcok során 1945-ben is nagy károkat szenvedett, csak április 3-án foglalta el a szovjet hadsereg.

## Népessége
| Év:            | 1994. | 2004.   | 2014.   | 2024.   |
| -------------- | ----- | ------- | ------- | ------- |
| Emberek száma: | 506   | 504     | 516     | 536     |
| Eltérés:       |       | -0,39 % | +2,38 % | +3,87 % |

| Év:            | 2023. | 2024.   |
| -------------- | ----- | ------- |
| Emberek száma: | 533   | 536     |
| Eltérés:       |       | +0,56 % |

1910-ben 408, túlnyomórészt szlovák anyanyelvű lakosa volt.
2001-ben 504 lakosából 500 szlovák volt.
2011-ben 512 lakosából 499 szlovák volt.

## Neves személyek
- Itt született Peter Colotka (1925–2019) szlovák akadémikus, ügyvéd és politikus, 1969–1988 között a Szlovák Szocialista Köztársaság miniszterelnöke.

## Nevezetességei
- Mihály arkangyal tiszteletére szentelt római katolikus temploma 1880 és 1886 között épült neogótikus stílusban.
- A falu felett találhatók az 1736-ban épített Szent Kozma és Damján templom romjai.
- A Szent Hubertus és Szent Flórián kápolna 2000-ben épült.
- A Páduai Szent Antal kápolna 2002-ben épült az Árva partján.
- A Fatimai Szűzanya kápolna 1940-ben készült.
- A Nepomuki Szent János kápolna 1950-ben épült.

## Külső hivatkozások
- Hivatalos oldal
- A község az Árvai régió honlapján
- Községinfó
- Parasztdubova Szlovákia térképén
- Tourist-channel.sk
- E-obce.sk Archiválva 2007. szeptember 13-i dátummal a Wayback Machine-ben